# Foglia
Foglia is een rivier in Marche, Italië.
De rivier ontspringt in Toscane, maar na 9 kilometer stroomt deze reeds door Marche. Na 90 kilometer mondt de rivier uit in de Adriatische Zee.
- Bibliothèque nationale de France: cb14435717w (data)
- Library of Congress Control Number: sh2002006901
- Nationale Bibliotheek van Israël: 987007554252605171
- Virtual International Authority File: 16144648165223778465